# Ellen van Langen
Ellen Gezina Maria van Langen (Oldenzaal, 9 de febrer de 1966) és una atleta neerlandesa especialista en proves de mitjana distància que va ser campiona olímpica de 800 metres en els Jocs Olímpics de Barcelona 1992.
Abans de dedicar-se a l'atletisme era jugadora de futbol al seu país. Va començar a córrer bastant tard, a mitjan anys 1980, quan un professor va descobrir les seves aptituds per al mig fons. El seu primer resultat destacable va ser en 1989 quan va guanyar la medalla de plata en els 800 metres de les Universíades de Duisburg, per darrere de la cubana Ana Fidelia Quirot.
En el Campionat d'Europa a l'aire lliure de Split 1990 va finalitzar en 4a posició, fent la seva millor marca personal amb 1:57,57. No obstant això en els Campionats del Món de Tòquio 1991, va tenir una pobra actuació, sent eliminada en la primera ronda amb 2:02,02.
El gran èxit de la seva carrera esportiva va arribar a l'any següent en els Jocs Olímpics de Barcelona 1992. Els pronòstics assenyalaven com a principals favorites a la russa Lilia Nurutdinova i a la cubana Ana Fidelia Quirot, campiona i subcampiona l'any anterior a Tòquio, encara que van Langen havia fet una gran temporada i arribava amb la millor marca mundial de l'any (1:56,66).
La final olímpica, disputada el 3 d'agost de 1992, va ser molt ràpida, aconseguint la medalla d'or amb 1:55.54, la seva millor marca personal i en el 2015 encara el record nacional neerlandès i 29è en la llista mundial. La medalla de plata va ser per Lilia Nurutdinova (1:55,99) i la de bronze per a la cubana Ana Fidelia Quirot (1:56,80).
En aquell any Langen va guanyar deu de les onze carreres de 800 metres en què va participar.
Després de la seva victòria olímpica no tornaria a aconseguir triomfs importants, degut de principalment a les seves nombroses lesions. La seva millor actuació va ser la 6a posició en els Campionats del Món de Gotemburgo 1995.
Una lesió en una cuixa li va impedir participar en els Jocs Olímpics d'Atlanta 1996. Es va retirar definitivament de l'atletisme en 1998.
Van Langen es va doctorar en economia per la Universitat d'Amsterdam, i actualment treballa en la companyia Global Sports Communication, dedicada al management esportiu.

## Marques personals
- 800 metres - 1:55,54 (Barcelona, 3 Ago 1992)
- 1.500 metres - 4:06,97 (Lausana, 6 Jul 1994)